# 千葉逸人
千葉 逸人（ちば はやと、1982年1月18日 - ）は、日本の数学者、東北大学材料科学高等研究所教授。博士(情報学)。

## 略歴
福岡県久留米市生まれ。福岡県立明善高等学校を経て、2005年京都大学工学部物理工学科卒業。2009年京都大学大学院情報学研究科数理工学専攻博士課程修了。専門は力学系理論、微分方程式、および非線形函数方程式。
大学3回生の時に『これならわかる工学部で学ぶ数学』を出版した。
また修士課程在学中に『ベクトル解析からの幾何学入門 』を出版した。（書いたのは学部４回生の時だという）
2013年より九州大学マス・フォア・インダストリ研究所准教授。
2015年に蔵本予想（蔵本モデル）の証明をした。
2019年度より九州大学を退職し東北大学材料科学高等研究所の教授。

## 著書

### 単著
- 『これならわかる工学部で学ぶ数学』プレアデス出版 改訂増補版（ISBN 4768708625）が2004年10月、改訂増補第2版（ISBN 9784768708828）が2006年5月、新装版（ISBN 9784903814193）が2009年2月
- 『ベクトル解析からの幾何学入門 』現代数学社、2007年
- 『改訂新版 ベクトル解析からの幾何学入門』現代数学社、2017年
- 『解くための微分方程式と力学系理論』現代数学社、2021年

## 受賞
- 2013年 第2回藤原洋数理科学賞奨励賞
- 2016年 文部科学大臣表彰 若手科学者賞

## 出演
- 又吉直樹のヘウレーカ!（2017年9月27日、NHK Eテレ）
- 【天才数学者】人生に必要？算数で十分？文系でもマスト？「理論的に考える癖をつけるため」天才数学者×ひろゆきが議論！「メトロノーム」2021年4月18日、ABEMA TV）
- 小峠英二のなんて美だ!（2024年9月11・18日、TOKYO MX）